# Cyrtarachne sinicola
Cyrtarachne sinicola är en spindelart som beskrevs av Embrik Strand 1942. Cyrtarachne sinicola ingår i släktet Cyrtarachne och familjen hjulspindlar. Inga underarter finns listade i Catalogue of Life.